# Parti de la concertation nationale
Le Parti de la concertation nationale (espagnol : Partido de Concertación Nacional) est un parti politique conservateur du Salvador fondé en 1961 sous le nom de Parti de la conciliation nationale. 
Il est issu du Parti révolutionnaire de l'unification démocratique, fondé lui-même en 1957 par des militaires et des éléments des classes moyennes désireux d'en faire un outil pour la modernisation du pays.
Force politique dominante dans les années 1960 et 1970, proche des militaires et de l'« élite » économique du pays, il fut ensuite supplanté à droite par son allié, l'Alliance républicaine nationaliste.
Aux élections législatives de 2009, le PCN obtient 8,8 % des voix et 11 sièges de députés sur 84.
En avril 2011, la Cour suprême ordonna la dissolution du parti, au motif qu'il avait obtenu moins de 3 % des suffrages lors de l'élection présidentielle de 2004. Le Parti démocrate-chrétien fut dissous par ce même ordre. Il prend alors le nom de Parti de la concertation nationale.